# Smittoidea maunganuiensis
Smittoidea maunganuiensis är en mossdjursart som först beskrevs av Campbell Easter Waters 1906.  Smittoidea maunganuiensis ingår i släktet Smittoidea och familjen Smittinidae. Utöver nominatformen finns också underarten S. m. multiporosa.